# Punktierter Mulmkurzflügler

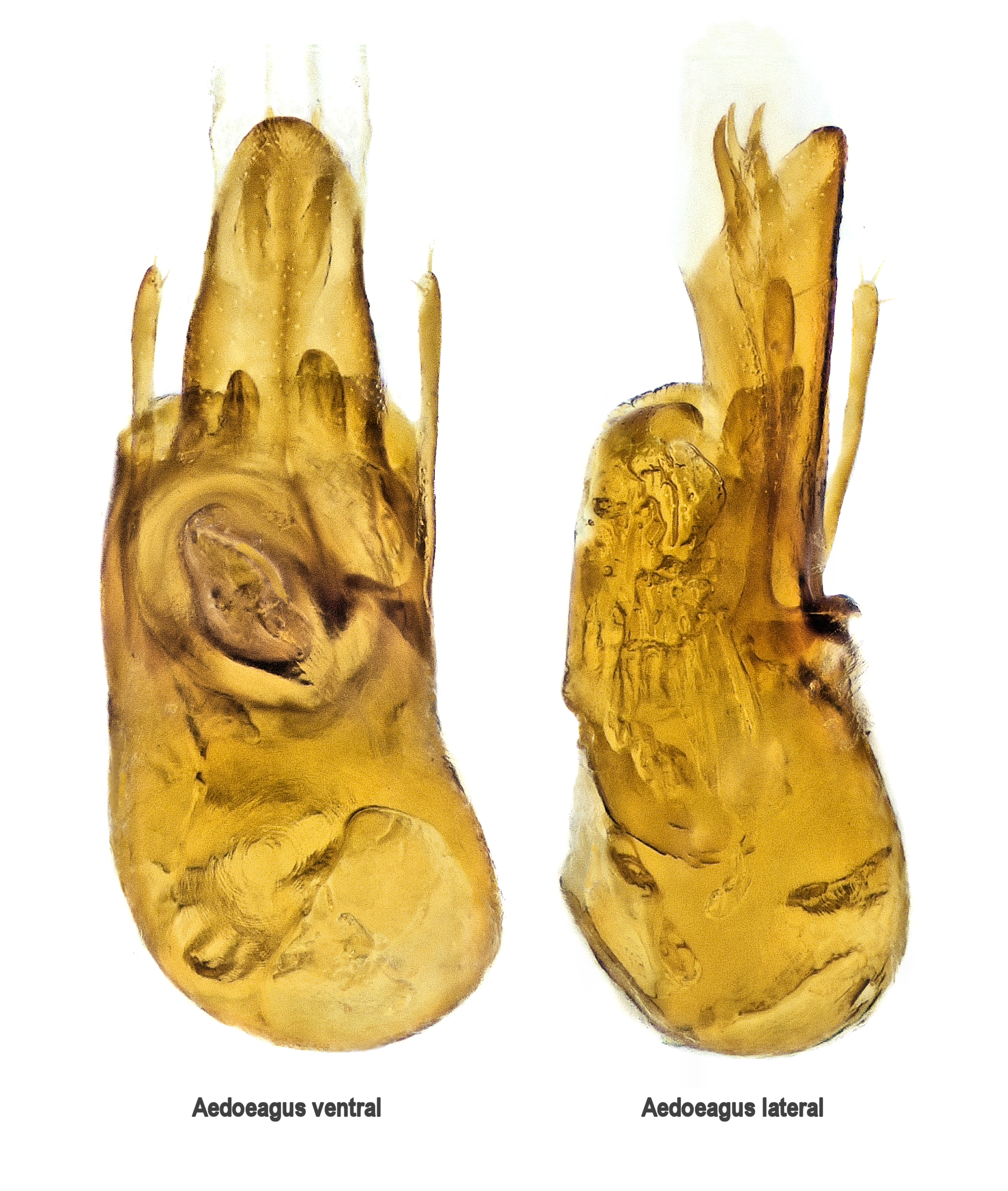
Aedoeagus

Der Punktierte Mulmkurzflügler (Othius punctulatus) ist ein Käfer aus der Familie der Kurzflügler (Staphylinidae).

## Merkmale
Die 10–14 mm langen Käfer sind auffällig groß. Sie besitzen eine schwarze oder schwarzbraune Grundfarbe. Die Flügeldecken, die Fühler, die Unterkiefertaster sowie die Beine sind rot gefärbt.

## Verbreitung
Das Verbreitungsgebiet von Othius punctulatus liegt in der westlichen Paläarktis. Die Käferart ist in Europa weit verbreitet. Ihr Vorkommen reicht von Skandinavien und den Britischen Inseln im Norden bis nach Südeuropa und Nordafrika. Die Art ist holomediterran, das heißt, im gesamten Mittelmeerraum vertreten.

## Lebensweise
Die eurytope Käferart trifft man ganzjährig in Waldgebieten unter Laub an. Sie gilt als „nicht selten“.